# مارك جاي سايتس
مارك جاي سايتس (بالإنجليزية: Mark J. Seitz)‏ هو كاهن كاثوليكي أمريكي، ولد في 10 يناير 1954 في ميلواكي في الولايات المتحدة.